# Cafè Espanyol
El Cafè Espanyol, o Gran Cafè Espanyol, fou un gran cafè, obert el 1895 i situat a l'avinguda del Paral·lel de la ciutat de Barcelona (primer al número 64 i després del 64 al 70), que fou regentat per Josep Carabén i Vendrell, conegut com a senyor Pepet i avi de l'economista Armand Carabén.
Al principi era un establiment de petites dimensions però s'anà ampliant i el 1907, després de l'incendi del Circo Modelo Español que va afectar també els locals del costat, el Cafè va acabar absorbint el decadent Saló Olímpia. Va passar a ser així un ampli cafè, el més gran d'Espanya. Les seves taules, al carrer, ocupaven gairebé una travessia del populós Paral·lel. També tenia una cinquantena de billars en el soterrani.
El 1922 va ser traspassat a la societat Cafès de Catalunya, amb l'empresari Miquel Regàs al capdavant, que va continuar amb l'essència del local i la música en viu. Aquest va continuar fins al 1940, moment en què va desaparèixer juntament amb tots els edificis de l'illa de cases. Actualment tenim un Nou Cafè Espanyol molt més reduït i que no conserva res de l'essència del seu antecessor.